# پل یوآکیم
پل یوآکیم (رومانیایی: Paul Ioachim؛ ‏ ۶ اکتبر ۱۹۳۰ – ۱۰ ژوئیهٔ ۲۰۰۲) کارگردان نمایش، نمایشنامه‌نویس و بازیگر اهل رومانی بود.
از فیلم‌هایی که وی درآنها نقش داشته‌است، می‌توان به آینه اشاره کرد.